# Блех, Лео
Лео Блех (нем. Leo Blech; 21 апреля 1871, Ахен ― 25 августа 1958, Берлин) ― немецкий дирижёр и композитор, который наиболее известен своей работой в Königliches Opernhaus (позже Берлинская государственная опера / Staatsoper Unter den Linden) с 1906 по 1937 год, а затем в качестве дирижёра в Немецкой опере с 1949 по 1953 год.

## Ранние годы и образование
Родился в еврейской семье в Ахене, Рейнской провинции. Учился игре на фортепиано в Берлине у Эрнста Рудорфа, композиции ― у Вольдемара Баргиля, совершенствовался у Энгельберта Хумпердинка.

## Карьера
С 1893 по 1899 работал дирижёром в городском театре Ахена, здесь же в 1893 году с успехом представил свою первую оперу «Аглая». В 1899―1906 ― в Новом немецком театре в Праге, где заслужил репутацию хорошего оперного дирижёра и композитора: в это время он написал несколько опер.
С 1906 в течение более тридцати лет (с перерывом в 1923―1926) дирижировал в Королевской Опере (позднее ― Берлинская государственная опера), в 1920-е также работал в Немецком оперном доме, Берлинской народной опере, Венской народной опере.
С приходом к власти нацистов Блех, будучи евреем по происхождению, эмигрировал сначала в Ригу (1938―1941), затем в Стокгольм, где выступал в качестве приглашённого дирижёра Шведской королевской оперы и с симфоническими концертами. Во время и после Второй мировой войны Блех дирижировал в Королевской опере в Стокгольме. В 1949 возвратился в Берлин, и до 1953 дирижировал в Городской опере.
Репертуар Блеха был весьма обширен. Он прославился своими исполнениями опер Вагнера и Верди, а также оперы Бизе «Кармен», которой продирижировал более 600 раз. Блех выступал и с симфоническими концертами, критики отмечали гибкость и элегантность его интерпретаций.
Среди записей Блеха наибольшую известность получил скрипичный концерт Людвига ван Бетховена (солировал Фриц Крейслер).
Наследие Блеха-композитора включает в себя, помимо шести опер, ряд оркестровых, хоровых и камерных сочинений.
Имя Блеха носят площадь в Берлине (нем. Leo-Blech-Platz) и улица в Ахене (нем. Leo-Blech-Straße).